# 블루 스틸 (1990년 영화)
《블루 스틸》(영어: Blue Steel)은 미국에서 제작된 캐스린 비글로 감독의 1990년 액션 스릴러 영화이다. 제이미 리 커티스 등이 출연하였고, 에드워드 R. 프레스먼 등이 제작에 참여하였다.

## 출연진
- 제이미 리 커티스 - 메건 터너 경관 역
- 론 실버 - 유진 헌터 역
- 클랜시 브라운 - 닉 맨 형사 역
- 엘리자베스 페냐 - 트레이시 퍼레즈 역
- 루이즈 플레처 - 셜리 터너 역
- 필립 보스코 - 프랭크 터너 역
- 리처드 젱킨스 - 도슨 역: 유진의 변호사.
- 케빈 던 - 스탠리 호이트 부서장 역
- 톰 사이즈모어 - 강도 역
- 메리 마라 - 아내 역
- 마이크 스타 - 경정 역
- 로런 톰 - 여성 기자 역
- 맷 크레이븐 - 하워드 역

## 기타 제작진
- 공동 제작: 마이클 라우시
- 협력 제작: 다이앤 슈나이더
- 의상: 리처드 시슬러

## 우리말 녹음
| KBS 성우진 (1993년 1월 24일) - 손정아 - 매건 터너 (제이미 리 커티스) - 이인성 - 유진 헌트 (론 실버) - 이정구 - 닉 맨 (클랜시 브라운) - 문영래 - 성선녀 - 안경진 - 유해무 - 유동현 - 최병상 - 김혜미 - 문관일 | SBS 성우진 (2007년 8월 25일) - 윤소라 - 메건 터너(제이미 리 커티스) - 윤병화 - 유진 헌터(론 실버) - 황윤걸 - 닉 맨(클랜시 브라운) - 이재용 - 하워드(맷 크레이븐) - 김익태 - 스탠리 호이트(케빈 던) - 최옥희 - 셜리 터너(루이즈 플레처) - 문영래 - 프랭크 터너(필립 보스코) - 이선호 - 매춘부(토니 달링) - 장성호 - 강도(톰 사이즈모어) / 유진의 변호사(리처드 젱킨스) - 류다무현 - 경찰 강사(스킵 린치) - 김서영 - 트레이시(엘리자베스 페냐) - 민지 - 아내(메리 마라) - 방성준 - 메건의 동료(크리스 워커) |  |